# Pancratium venkaiahii
Pancratium venkaiahii — вид рослин із родини амарилісових (Amaryllidaceae).

## Етимологія
Видовим епітетом вшановано професора Малебоена Венкая (англ. Malleboena Venkaiah) (у відставці), кафедри ботаніки Університету Андхра за його великий внесок у систематику та етноботаніку.

## Біоморфологічна характеристика
Кулясті цибулини з шийкою 5 см. Листки завдовжки до 25 см. 2-квіткова стеблина має до 5 см перетинчасту обгортку. Квітки без аромату, з дуже короткою трубкою оцвітини (1.3 см завдовжки), часточками оцвітини довгими, зеленувато-білими пиляками, пилком овальної форми.

## Середовище проживання
Вид описаний зі Східних Гатів Індії.